# Maria Casimira Luísa de La Grange d'Arquien
Maria Casimira Luísa de La Grange d'Arquien, conhecida pelo diminutivo de Marysieńka (Nevers, 28 de junho de 1641 – Blois, 30 de janeiro de 1716) foi rainha consorte da Polônia como esposa do rei João III Sobieski da Polônia.

## Biografia

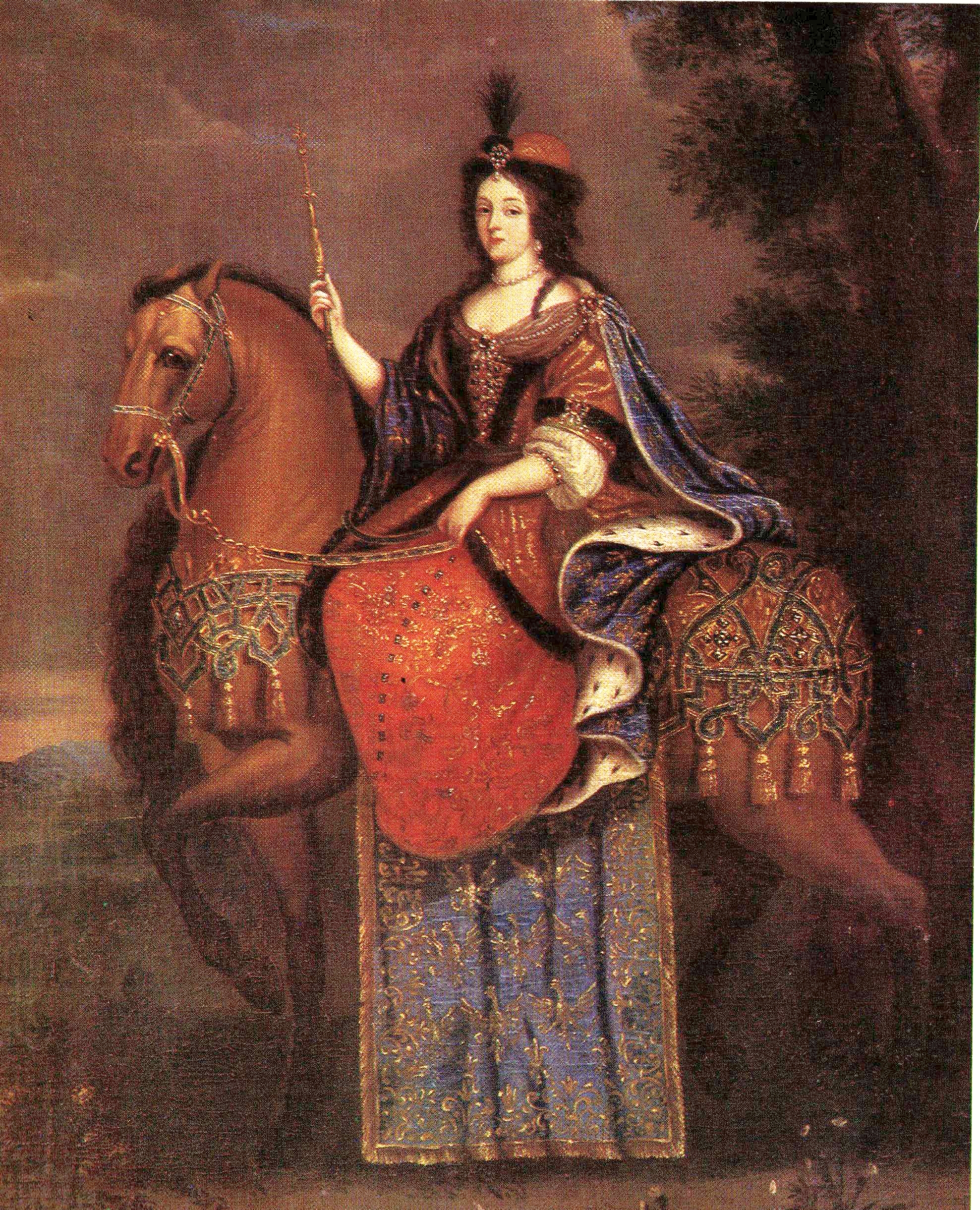
A rainha Maria Casimira a cavalo.

Maria Casimira foi para a Polónia com apenas 5 anos de idade como dama de companhia da rainha Maria Luísa Gonzaga, nascida em França, consorte de dois reis da Polónia (Ladislau IV Vasa da Polônia e, depois, do seu irmão João II Casimiro Vasa da Polônia, que lhe sucedeu). Na corte conheceu João Sobieski, que ali chegou em 1656, mas acabou por casar, em 1658, com João Zamoyski (1627–1665) (conhecido por Jan "Sobiepan" Zamoyski), membro de uma família de magnatas, com quem teve quatro filhos, todos falecidas na infância.
Zamoyski morreu em 1665 e Maria Casimira, ficou viúva acabando por vir a casar com Sobieski em 14 de julho desse ano. O casal teve catorze filhos, mas apenas quatro atingiram a idade adulta: Jaime Luís, Alexandre Benedito, Constantino Ladislau e Teresa Cunegunda. Esta última casou com Príncipe Eleitor (Kurfürst) da Baviera e foi mãe do Imperador Carlos VII).
Em 1672, João Sobieski foi eleito Rei da Polónia, não sem a influência da sua mulher. Como rainha da Polónia, Maria Casimira apoiou a proposta de aliança Franco-Polaca, procurando, ao mesmo tempo, obter privilégios para a sua família do rei de França Luís XIV.
O casal real ficou famoso pelas cartas de amor, a maior parte das quais foram escritas entre 1665 e 1683, quando estiveram afastados quer pelas campanhas militares em que João III Sobieski estava envolvido, quer pelas viagens da rainha a Paris. As cartas dão-nos uma ideia dos sentimentos que uniam o casal, mas também refletiam as questões e dificuldades quotidianas, bem como assuntos da vida corrente e da gestão da casa de família assim como sobre as decisões do monarca, que frequentemente, pedia a opinião da mulher. Publicadas muito depois da morte de ambos, as cartas tiveram também o mérito de popularizar a forma do rei se dirigir à rainha, usando um diminutivo do seu primeiro nome — "Marysieńka". Ela é amplamente relembrada e referida na Polónia por este terno diminuitivo.

## Descendência

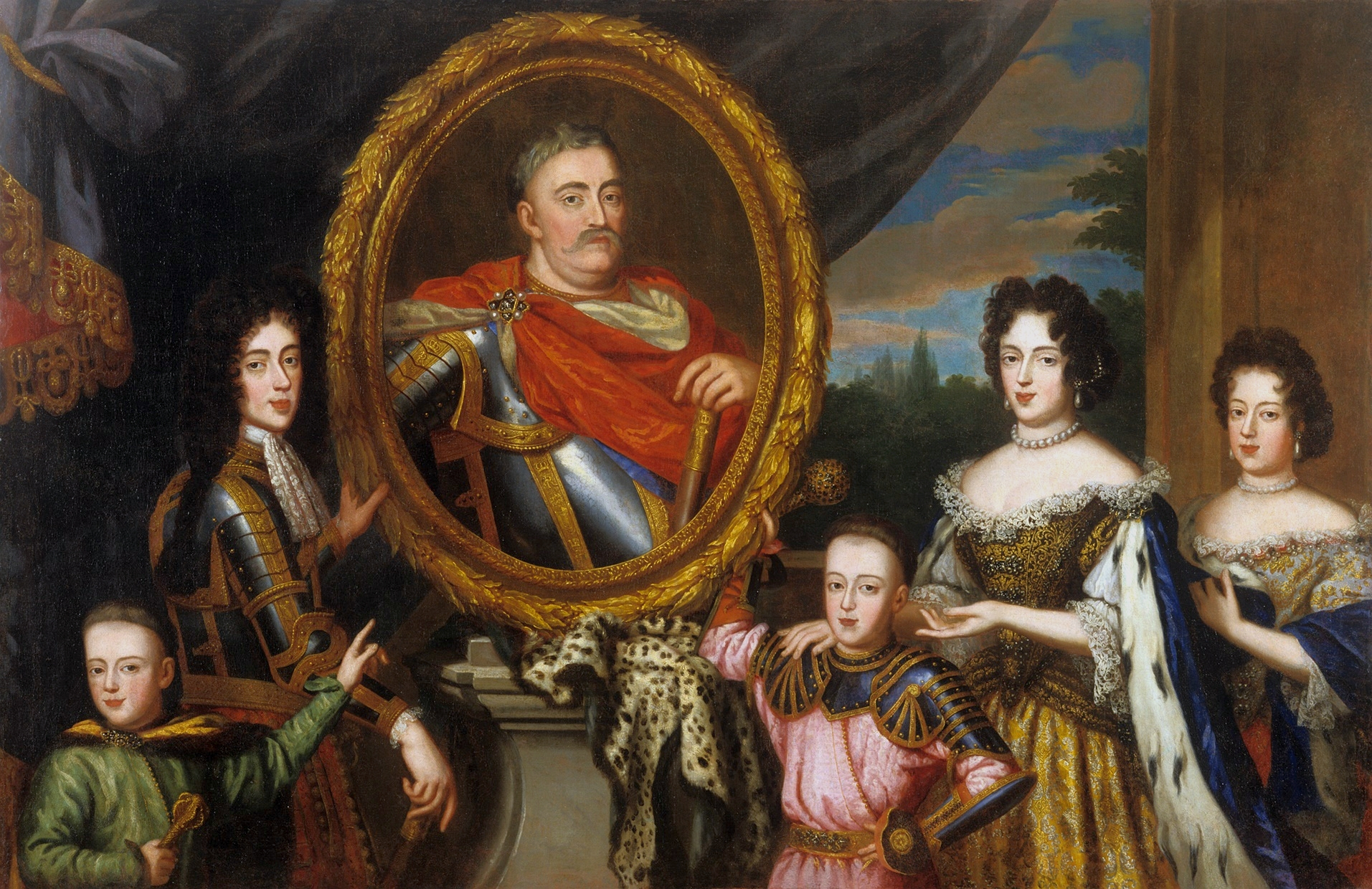
Retrato da família de Maria Casimira, por Henri Gascar, 1691.

Maria Casimira casou-se pela primeira vez com João "Sobiepan" Zamoyski (1627–1665) em 3 de março de 1658 em Varsóvia. Apesar de seu casamento sem amor, eles tiveram quatro filhos, todos os quais morreram na primeira infância:
- Luísa Maria (abril de 1659 - maio de 1659);
- Filho (nascido e falecido em janeiro de 1660);
- Catarina Bárbara (5 de dezembro de 1660 – dezembro de 1662);
- Filha (maio de 1664 - agosto de 1664).

Em 2 de abril de 1665, Maria Casimira ficou viúva, voltando a casar rapidamente em julho desse ano com outro magnata polaco, João Sobieski. Este segundo casamento foi bastante feliz e dele nasceram treze crianças, das quais apenas quatro atingiram a idade adulta:
- Jaime Luís (2 de novembro de 1667 – 19 de dezembro de  1737), Príncipe-herdeiro da Polônia, que casou com Edviges Isabel de Neuburgo,[4] com descendência;
- Filhas gêmeas (9 de maio de 1669), natimortas ou falecidas logo após o nascimento;
- Teresa Teófila (outubro de 1670), era uma criança frágil e não sobreviveu por mais de um mês. A criança nasceu e morreu enquanto sua mãe estava na França;
- Adelaide Luísa (15 de outubro de 1672 – 10 de fevereiro de 1677), chamada de "Barbelune", morreu com quatro anos após uma longa e dolorosa doença;
- Maria Teresa (18 de outubro de 1673 – 7 de dezembro de 1675), chamada de "La Mannone", morreu com dois anos, menos de dois meses antes da coroação de seus pais. A morte da filha amada mergulhou o casal real em profundo desespero, expresso nas cartas escritas pelos cônjuges nesse período. Maria Casimira escreveu em uma carta ao marido: "Estou tão devastada pela preocupação que acho que nunca vou me recuperar. Que Deus me permita esquecer isso." Durante esse tempo, Maria Casimira estava doente, sofrendo de tosse grave, desmaios e febre;
- Filha (outubro de 1674), natimorta ou falecida logo após o nascimento;
- Teresa Cunegunda (4 de março de 1676 – 10 de março de 1730), casou-se com Maximiliano II Emanuel, Eleitor da Baviera, com descendência;
- Alexandre Benedito (6 de setembro 1677 – 19 de novembro de 1714), solteiro e sem descendência;
- Filha (13 de novembro de 1678), natimorta ou falecida logo após o nascimento;
- Constantino Ladislau (1 de maio de 1680 – 28 de fevereiro de 1726), casou-se com Maria Josefa Wessel, sem descendência;
- João (4 de junho de 1682 – 1 de janeiro/12 de abril de 1685), morreu aos dois anos de idade;
- Filha (20 de dezembro de 1684), natimorta ou falecida logo após o nascimento.

## Ascendência
|  |                                             |  |  |  |  |  |  |  |  |  |  |  |  |
|  | Carlos de La Grange d'Arquian de Montigny   |  |  |  |  |  |  |  |  |  |  |  |  |
|  |                                             |  |  |  |  |  |  |  |  |  |  |  |  |
|  |                                             |  |  |  |  |  |  |  |  |  |  |  |  |
|  | Antônio de La Grange d'Arquien              |  |  |  |  |  |  |  |  |  |  |  |  |
|  |                                             |  |  |  |  |  |  |  |  |  |  |  |  |
|  |                                             |  |  |  |  |  |  |  |  |  |  |  |  |
|  | Luísa de Rochechouart de Boiteaux           |  |  |  |  |  |  |  |  |  |  |  |  |
|  |                                             |  |  |  |  |  |  |  |  |  |  |  |  |
|  |                                             |  |  |  |  |  |  |  |  |  |  |  |  |
|  | Henrique Alberto de La Grange d'Arquien     |  |  |  |  |  |  |  |  |  |  |  |  |
|  |                                             |  |  |  |  |  |  |  |  |  |  |  |  |
|  |                                             |  |  |  |  |  |  |  |  |  |  |  |  |
|  | Luís d'Ancienville de Révillon              |  |  |  |  |  |  |  |  |  |  |  |  |
|  |                                             |  |  |  |  |  |  |  |  |  |  |  |  |
|  |                                             |  |  |  |  |  |  |  |  |  |  |  |  |
|  | Ana d'Ancienville                           |  |  |  |  |  |  |  |  |  |  |  |  |
|  |                                             |  |  |  |  |  |  |  |  |  |  |  |  |
|  |                                             |  |  |  |  |  |  |  |  |  |  |  |  |
|  | Francisca de La Platière de Epoisses        |  |  |  |  |  |  |  |  |  |  |  |  |
|  |                                             |  |  |  |  |  |  |  |  |  |  |  |  |
|  |                                             |  |  |  |  |  |  |  |  |  |  |  |  |
|  | Maria Casimira Luísa de La Grange d'Arquien |  |  |  |  |  |  |  |  |  |  |  |  |
|  |                                             |  |  |  |  |  |  |  |  |  |  |  |  |
|  |                                             |  |  |  |  |  |  |  |  |  |  |  |  |
|  | João de La Châtre de Bruillebault           |  |  |  |  |  |  |  |  |  |  |  |  |
|  |                                             |  |  |  |  |  |  |  |  |  |  |  |  |
|  |                                             |  |  |  |  |  |  |  |  |  |  |  |  |
|  | Batista de La Châtre de Bruillebault        |  |  |  |  |  |  |  |  |  |  |  |  |
|  |                                             |  |  |  |  |  |  |  |  |  |  |  |  |
|  |                                             |  |  |  |  |  |  |  |  |  |  |  |  |
|  | Madalena de Cluys                           |  |  |  |  |  |  |  |  |  |  |  |  |
|  |                                             |  |  |  |  |  |  |  |  |  |  |  |  |
|  |                                             |  |  |  |  |  |  |  |  |  |  |  |  |
|  | Francisca de La Châtre                      |  |  |  |  |  |  |  |  |  |  |  |  |
|  |                                             |  |  |  |  |  |  |  |  |  |  |  |  |
|  |                                             |  |  |  |  |  |  |  |  |  |  |  |  |
|  | Boaventura Lamy de Chasteauguillon          |  |  |  |  |  |  |  |  |  |  |  |  |
|  |                                             |  |  |  |  |  |  |  |  |  |  |  |  |
|  |                                             |  |  |  |  |  |  |  |  |  |  |  |  |
|  | Gabriela Lamy                               |  |  |  |  |  |  |  |  |  |  |  |  |
|  |                                             |  |  |  |  |  |  |  |  |  |  |  |  |
|  |                                             |  |  |  |  |  |  |  |  |  |  |  |  |
|  | Luísa de La Marche                          |  |  |  |  |  |  |  |  |  |  |  |  |
|  |                                             |  |  |  |  |  |  |  |  |  |  |  |  |
|  |                                             |  |  |  |  |  |  |  |  |  |  |  |  |

## Galeria

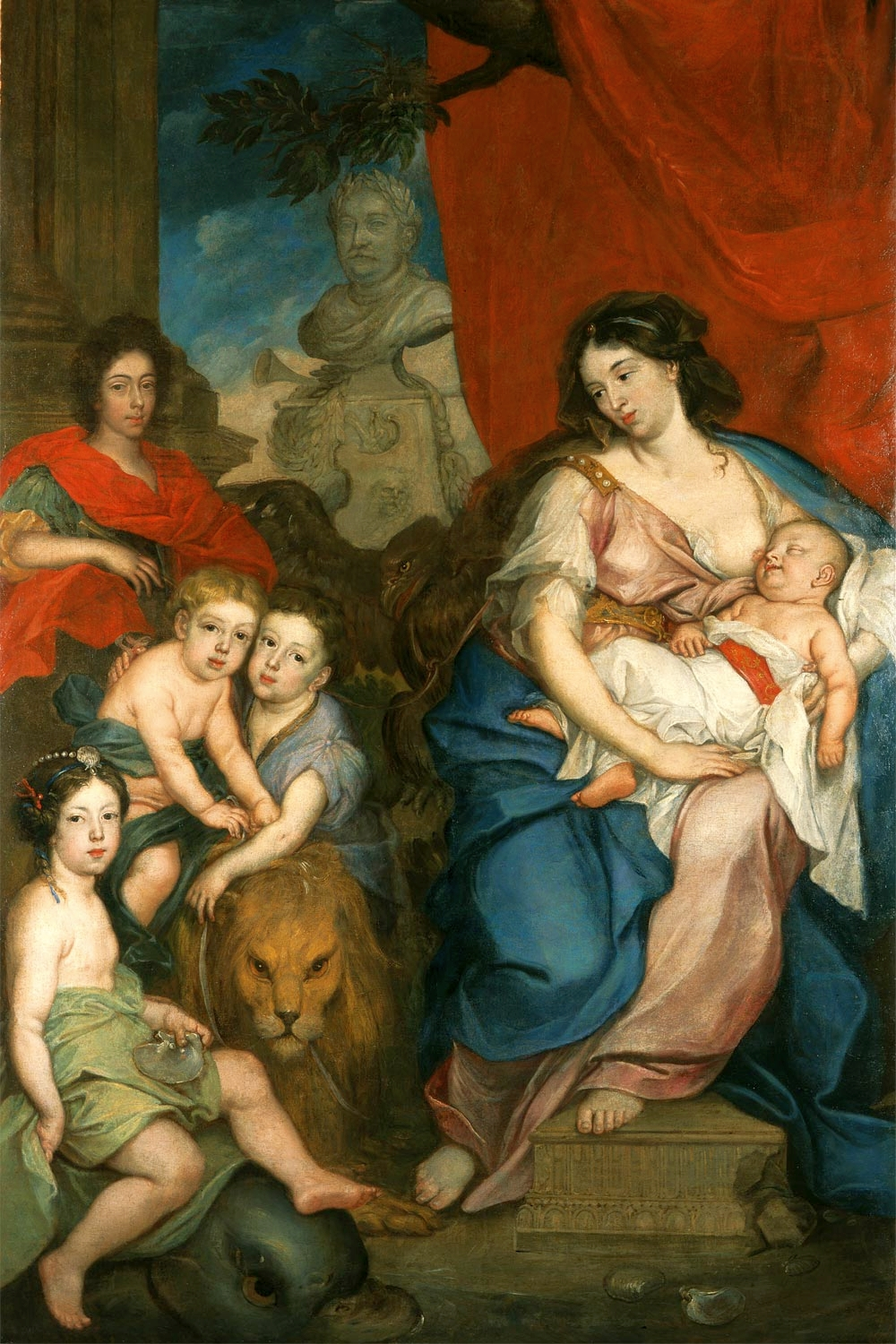
A rainha Maria Casimira com os filhos.
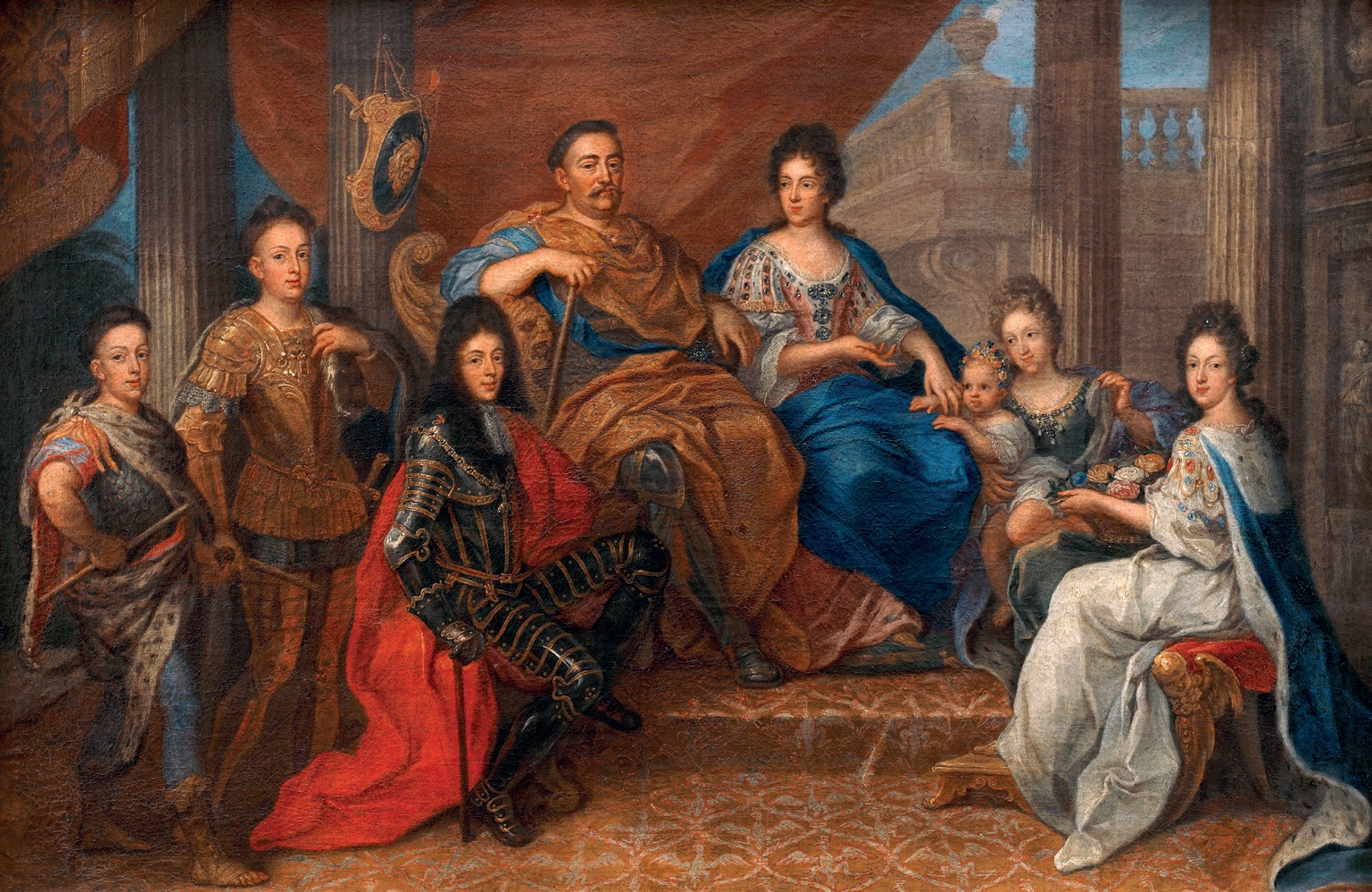
João III Sobieski com a sua família.
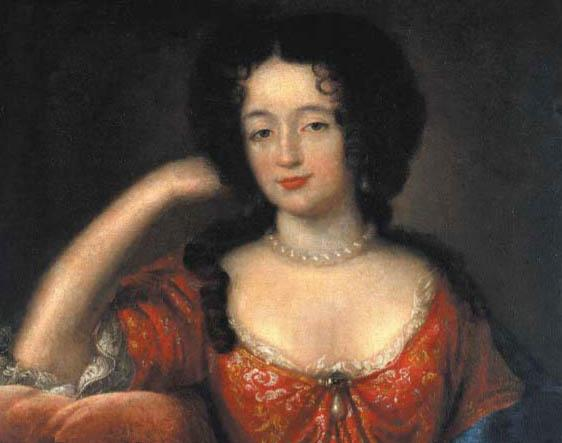
Marysieńka como penitente Madalena.
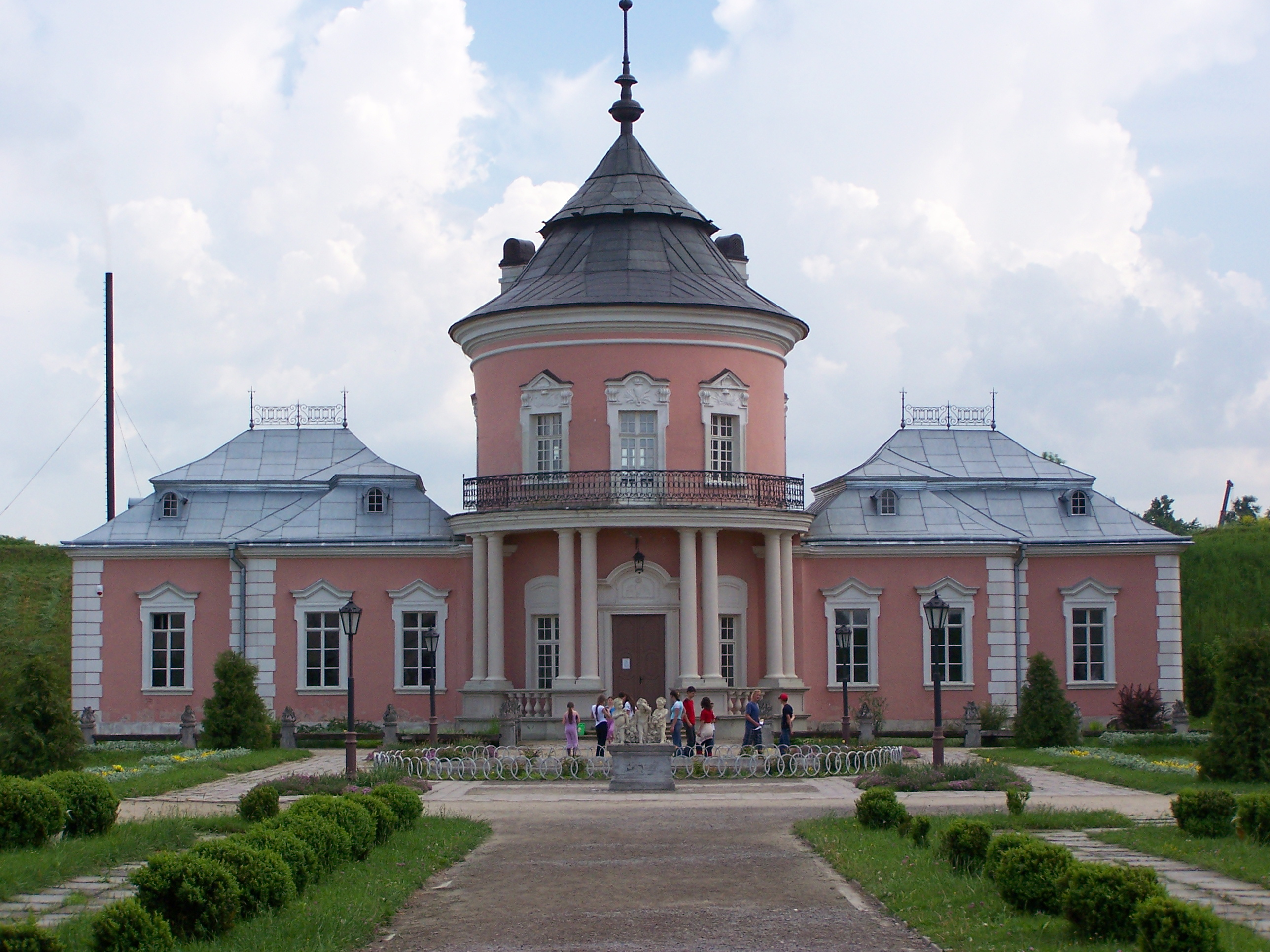
O palácio chinês (castelo de Zolochiv) da Rainha.

## Ligações Externas / Fontes
- Maria Kazimierza de la Grange d'Arquien no Museu do Palácio de Wilanów